# Krematorium v Mostě
Krematorium v Mostě se nachází v západní části města na městském hřbitově.

## Staré krematorium
První krematorium pro město Most vzniklo roku 1924 (arch. Anton Switil) na pozemku městského hřbitova. Po rekonstrukci v letech 1988 – 2000 se v něm nachází Památník obětem druhé světové války v Mostě.

## Nové krematorium
Budova nového krematoria byla postavena na městském hřbitově přibližně 400 metrů jihozápadně od objektu starého krematoria. Roku 1967 pro ni akademický sochař Miroslav Jirava vytvořil plastiku. Stavba byla zkolaudována 11. října roku 1973, poté skončil provoz ve staré budově.
V 90. letech 20. století byl provoz krematoria na dva měsíce přerušen z důvodu instalace nové kremační pece. Roku 2006 byla otevřena nově postavená obřadní síň v ulici Hřbitovní v areálu „Kostelního hřbitova“ u přesunutého mosteckého kostela a obřadní síň krematoria byla uzavřena. Jsou v ní kanceláře správy hřbitova.

### Popis

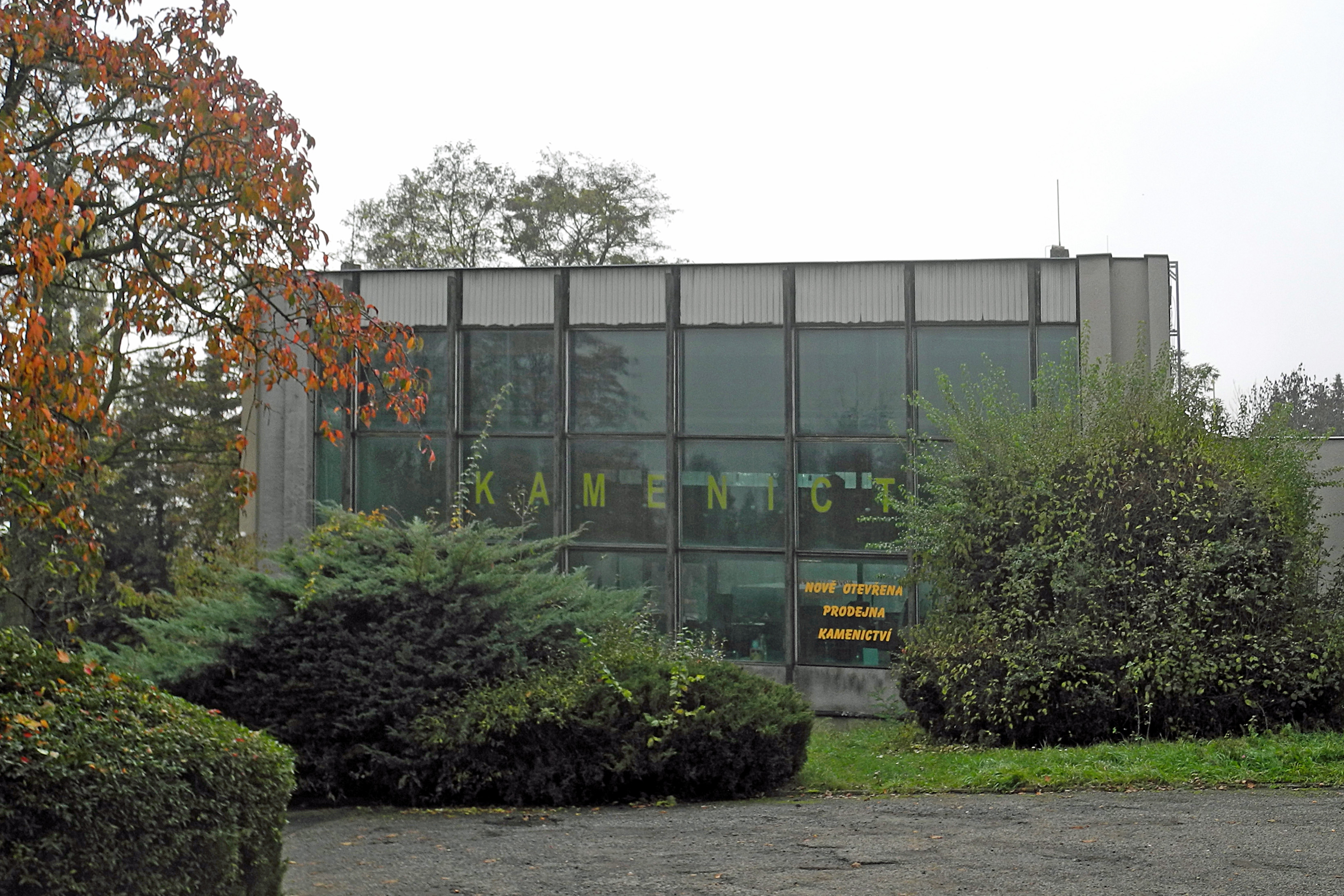
Bývalá obřadní síň v říjnu 2022

Areál krematoria je tvořen dvěma výškově rozdílnými stavbami. Přízemní technická budova je dlouhá přibližně 75 metrů a široká 10 metrů. K ní je na její delší jihovýchodní straně přistavěna obřadní síň – vysoká budova ve tvaru kostky, na severovýchodní a jihozápadní straně prosklená. Jihovýchodní stranu vyplňuje plastika od sochaře Jiravy.